# BRICSat-P
BRICSat-P (Ballistic Reinforced Communication Satellite, auch OSCAR 83, früher ParkinsonSat B bzw. PSat B) ist ein US-amerikanischer Technologiedemonstrations- und Amateurfunksatellit.

## Entwicklung
BRICSat-P ist ein 1,5U-Cubesat, der von an der United States Naval Academy Studierenden in Zusammenarbeit mit der George Washington University entwickelt und gebaut wurde. BRICSat-P ist die überarbeitete Version des ursprünglich PSat B genannten Satelliten. Nach dem erfolgreichen Start erhielt der Satellit die OSCAR-Nummer 83 zugewiesen.

## Mission und Aufbau
Der Satellit wurde am 20. Mai 2015 mit einer Atlas-5(501)-Rakete zusammen mit der Hauptnutzlast X-37B OTV-4 und neun weiteren Cubesat-Satelliten, darunter ParkinsonSAT, von Cape Canaveral gestartet.
BRICSat-P dient der Demonstration und den Tests von elektrischen Antrieben. Der Satellit verfügt hierzu über vier gepulste Mikrokathodenstrahlantriebe µCAT, die an einer Seitenfläche um den Schwerpunkt verteilt sind. Mit diesen Antrieben soll der Satellit lagestabilisiert werden, die Rotation über zwei Achsen erprobt werden und ein Delta-v-Manöver ausgeführt werden, was ein End-of-Life-Szenario simuliert. Es sollen Bahnanalysen durchgeführt werden, die zeigen sollen, dass ein solches Mikrokathodenstrahltriebwerk hinsichtlich der Leistungsaufnahme für einen 1,5U-Cubesat geeignet ist und die anderen Subsysteme des Satelliten (z. B. das Kommunikationssystem) währenddessen normal arbeiten können.
BRICSat-P verfügt über zwei Amateurfunknutzlasten: Einen APRS-Transponder und einen PSK31-Transponder.

## Frequenzen
- APRS-Transponder mit Downlink auf 437,975 MHz und Uplink auf 145,825 MHz (1200 und 9600 Baud AX.25).
- PSK31-Transponder mit Downlink im 70-Zentimeter-Band und einem Uplink auf 28,120 MHz (2,5 kHz Bandbreite)